# Saison 2016 de l'équipe cycliste Skydive Dubai-Al Ahli Club
La saison 2016 de l'équipe cycliste Skydive Dubai-Al Ahli Club est la troisième de cette équipe.

## Préparation de la saison 2016

### Arrivées et départs
| Arrivées          | Équipe 2015           |
| ----------------- | --------------------- |
| Xhuliano Kamberaj | Cipollini Alè Rime    |
| Ivan Santaromita  | Orica-GreenEDGE       |
| Marlen Zmorka     | Pala Fenice Franchini |

| Départs              | Équipe 2016 |
| -------------------- | ----------- |
| Khamis Saif Al Naqbi |             |
| Vladimir Gusev       |             |
| Shambih Khale        |             |
| Edgar Pinto          |             |

## Coureurs et encadrement technique

### Effectif
| Cycliste            | Date de naissance | Nationalité         | Équipe 2015                |  |
| ------------------- | ----------------- | ------------------- | -------------------------- |  |
| Ibrahim Al Ali      | 17 novembre 1994  | Émirats arabes unis | Skydive Dubai-Al Ahli Club |  |
| Mohamed Al Murawwi  | 13 septembre 1988 | Émirats arabes unis | Skydive Dubai-Al Ahli Club |  |
| Ahmed Albalooshi    | 29 octobre 1989   | Émirats arabes unis | Skydive Dubai-Al Ahli Club |  |
| Sultan Alhammadi    | 15 août 1993      | Émirats arabes unis | Skydive Dubai-Al Ahli Club |  |
| Mansoor Ali Shambih | 1er mai 1988      | Émirats arabes unis | Skydive Dubai-Al Ahli Club |  |
| Rafaâ Chtioui       | 26 janvier 1986   | Tunisie             | Skydive Dubai-Al Ahli Club |  |
| Soufiane Haddi      | 20 février 1991   | Maroc               | Skydive Dubai-Al Ahli Club |  |
| Maher Hasnaoui      | 22 septembre 1989 | Tunisie             | Skydive Dubai-Al Ahli Club |  |
| Khalid Ibrahim      | 12 novembre 1995  | Émirats arabes unis | Skydive Dubai-Al Ahli Club |  |
| Adil Jelloul        | 14 juin 1982      | Maroc               | Skydive Dubai-Al Ahli Club |  |
| Xhuliano Kamberaj   | 30 mai 1994       | Albanie             | Cipollini Alè Rime         |  |
| Francisco Mancebo   | 9 mars 1976       | Espagne             | Skydive Dubai-Al Ahli Club |  |
| Tarek Obaid Murad   | 1er avril 1984    | Émirats arabes unis | Skydive Dubai-Al Ahli Club |  |
| Andrea Palini       | 16 juin 1989      | Italie              | Skydive Dubai-Al Ahli Club |  |
| Ivan Santaromita    | 30 avril 1984     | Italie              | Orica-GreenEDGE            |  |
| Marlen Zmorka       | 1er juillet 1993  | Ukraine             | Pala Fenice Franchini      |  |

## Bilan de la saison

### Victoires
| Date       | Course                                     | Pays          | Classe | Vainqueur         |
| ---------- | ------------------------------------------ | ------------- | ------ | ----------------- |
| 18/01/2016 | 1re étape de la Tropicale Amissa Bongo     | Gabon         | 2.1    | Andrea Palini     |
| 19/01/2016 | 2e étape de la Tropicale Amissa Bongo      | Gabon         | 2.1    | Andrea Palini     |
| 21/01/2016 | 4e étape de la Tropicale Amissa Bongo      | Cameroun      | 2.1    | Adil Jelloul      |
| 25/02/2016 | 2e étape du Tour de Langkawi               | Malaisie      | 2.HC   | Andrea Palini     |
| 03/06/2016 | Championnat de Tunisie du contre-la-montre | Tunisie       | CN     | Maher Hasnaoui    |
| 15/07/2016 | Championnat du Maroc du contre-la-montre   | Maroc         | CN     | Soufiane Haddi    |
| 05/09/2016 | 5e étape du Tour d'Alberta                 | Canada        | 2.1    | Francisco Mancebo |
| 25/09/2016 | 2e étape du Tour de Côte d'Ivoire          | Côte d'Ivoire | 2.2    | Soufiane Haddi    |